# 謝 (西周)
謝（しゃ）は、殷・周時代に洛水の支流の謝水の一帯に建国された任姓の諸侯国。後に周の宣王により滅亡した。国土は姜姓の申伯に与えられた。これが姜姓謝国である。姜姓謝国と分別するために任姓の謝は古謝とも呼ばれる。

## 歴史
謝は黄帝（任姓）の子が建國した。時代は流れ、周朝時代に周公東征により、方国・羅・庸・密・微・謝などの諸侯が南方に遷された。謝は南陽に遷され、国都を謝城（現在の河南省南陽市宛城区金華郷東謝営村、村には謝の遺址碑がある。しかし、一説では湖南省永州市江永県とも言われる）。『世本』などの古籍の記載から推測すると、謝の立国は早く、支配領域も広かったとされる。しかし、国力が弱く夏・殷・周初期の史書に記載は見えない。西周後期に、周の宣王は南方の統治を強化する際に、謝の名は『詩経』に出現した。
謝の滅亡は宣王の即位初期であった。謝が滅亡すると、宣王は召伯（召の穆公）などの大臣を派遣した。宣王は姜姓の申伯を謝に移封し、謝は申を占領し領土を拡張し、謝の旧都を上修し謝邑とした。これが申（申伯が封じられた国）の新国都となり、申は謝とも呼ばれた。謝は謝氏の由来でもある。

## 遺跡
- 南陽市唐河県蒼台鎮謝家荘遺跡
- 南陽市宛城区金華郷東謝営遺跡